# Brooklyn Jam 1952
Brooklyn Jam 1952 è un CD del trombettista jazz statunitense Tony Fruscella, pubblicato dalla M&I Japan Records nel novembre del 2001. 

## Tracce
1. All the Things You Are – 2:26 (Jerome Kern)
2. Idaho – 3:35 (Jesse Stone)
3. Donna Lee – 8:04 (Charlie Parker)
4. Johnny Mandel Tune – 3:58 (Johnny Mandel)
5. Over the Rainbow – 4:07 (Harold Arlen)
6. Blue Lester – 3:38 (Lester Young)
7. Minor Blues – 3:19 (Tony Fruscella, Gene DiNovi)
8. Broadway – 5:54 (Henry Wood, Teddy MacRae)
9. Strike Up the Band – 7:42 (George Gershwin)

Durata totale: 42:43
- Gli autori dei brani indicati nella lista tracce sono come riportato sul CD.
- Il brano: All the Things You Are normalmente porta la firma di Jerome Kern e Oscar Hammerstein II.
- Il brano: Donna Lee in alcune fonti è attribuito a Miles Davis.
- Il brano: Over the Rainbow generalmente è attribuito alla coppia di autori Harold Arlen e E.Y. Harburg.
- Il brano: Broadway è in altri casi attribuito a Bill Bird, Teddy McRae e Henri Woode.
- Il brano: Strike Up the Band nella maggior parte delle fonti gli autori indicati sono George Gershwin e Ira Gershwin.

## Musicisti
#1 e #2
- Tony Fruscella – tromba
- Charlie Kennedy – sassofono alto
- Gene DiNovi – pianoforte
- Joe Schulmen – contrabbasso
- Bill Exiner – batteria

#3 e #4
- Tony Fruscella – tromba
- Hal McKusick – sassofono alto
- Gene DiNovi – pianoforte
- Joe Schulman – contrabbasso
- Bill Exiner – batteria

#5 e #6
- Tony Fruscella – tromba
- Gene DiNovi – pianoforte

#7
- Tony Fruscella – tromba
- Hal McKusick – sassofono alto
- Gene DiNovi – pianoforte
- Joe Schulman – contrabbasso
- Buddy Lazza – batteria

#8 e #9
- Tony Fruscella – tromba
- Hal McKusick – sassofono alto
- Gene DiNovi – pianoforte
- Red Mitchell – contrabbasso
- Harold Granowski – batteria[1]